# Böttstein
Böttstein (toponimo tedesco) è un comune svizzero di 3 986 abitanti del Canton Argovia, nel distretto di Zurzach.

## Storia
Il comune di Böttstein è stato istituito nel 1816 per scorporo da quello di Leuggern.

## Monumenti e luoghi d'interesse

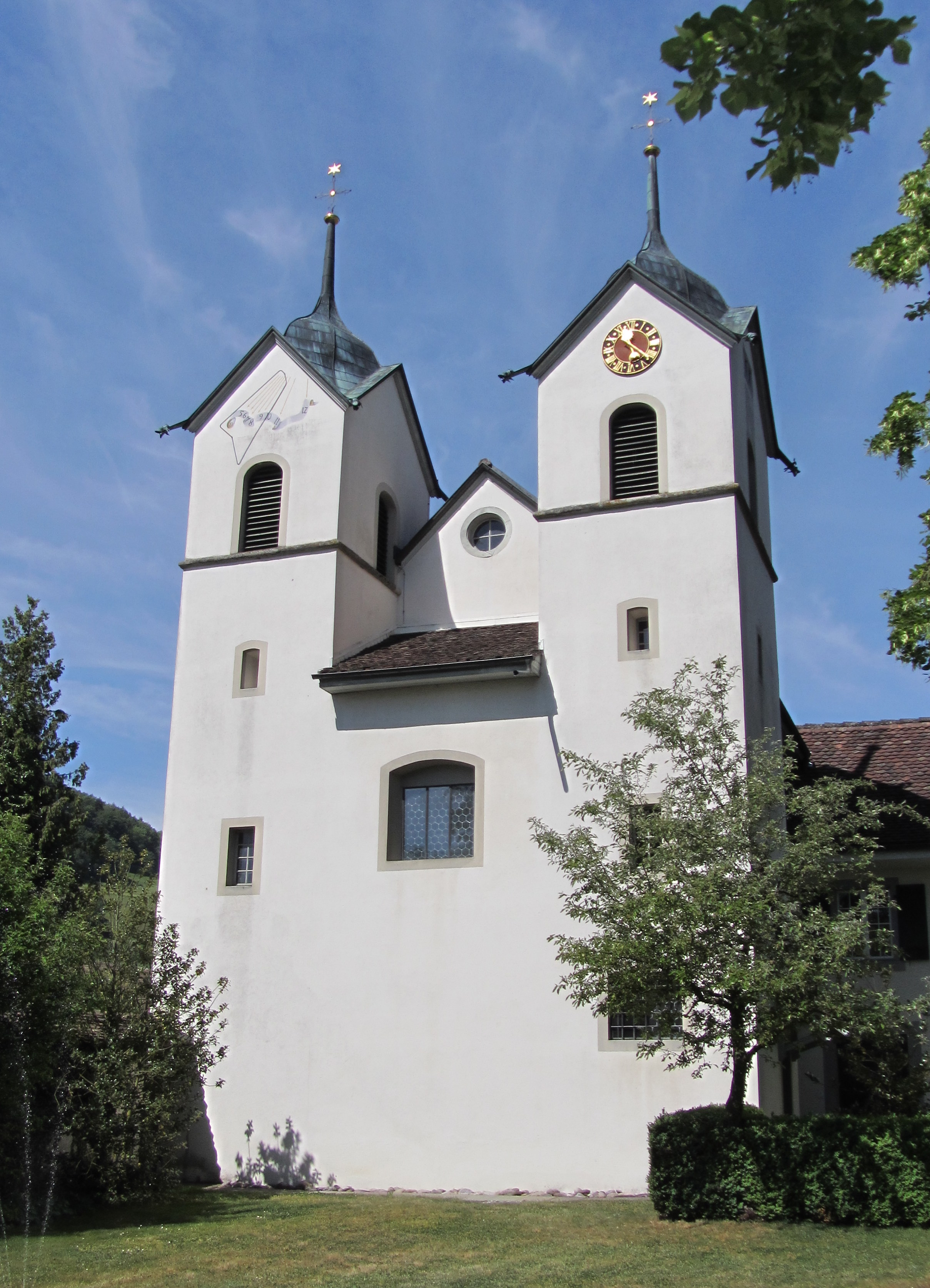
La cappella cattolica di Sant'Antonio

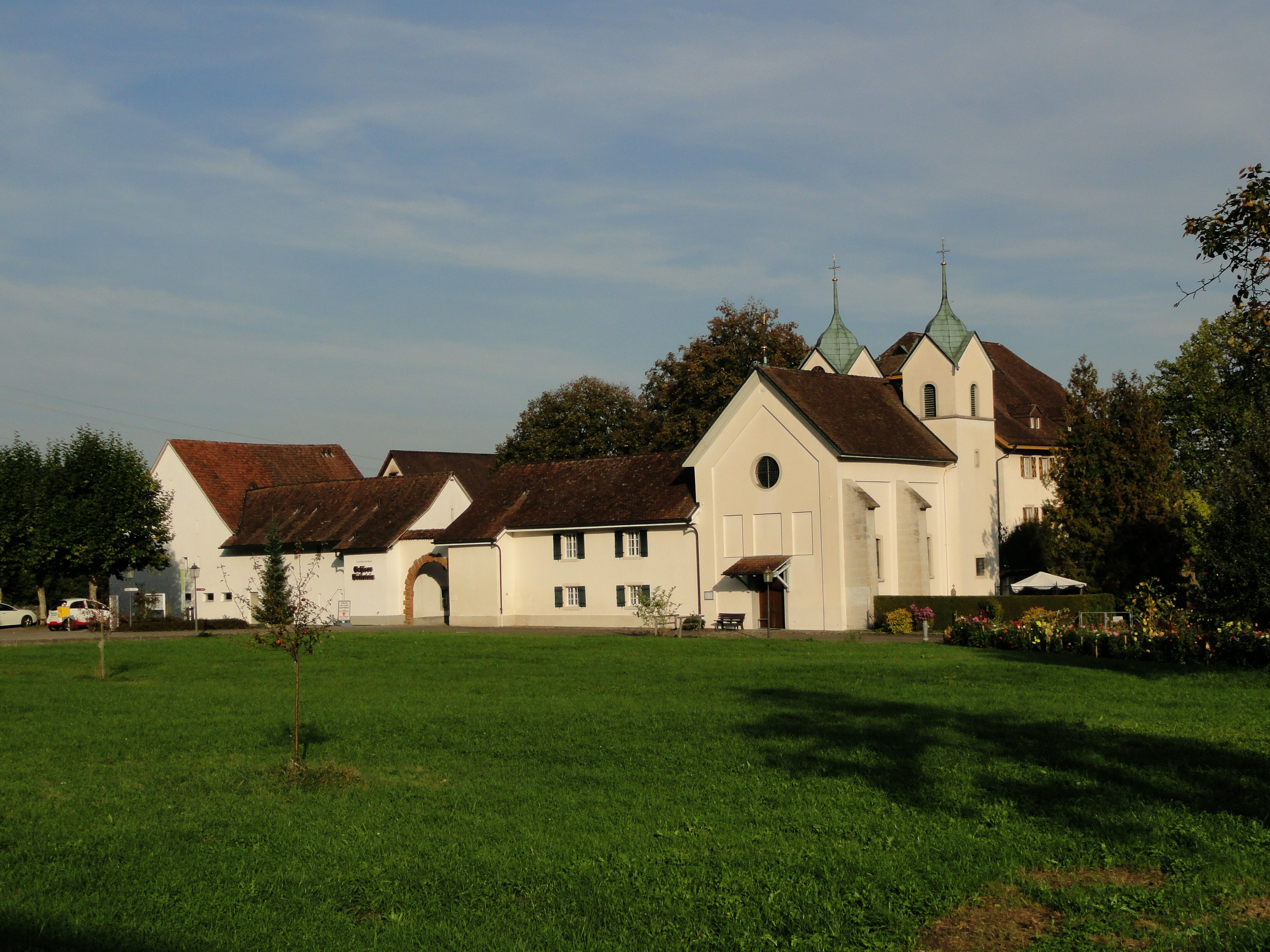
Il castello di Böttstein

- Cappella cattolica di Sant'Antonio[1];
- Castello di Böttstein, eretto nell'XI secolo e ricostruito nel 1615-1617[1].

## Società

### Evoluzione demografica
L'evoluzione demografica è riportata nella seguente tabella:
Abitanti censiti

## Amministrazione
Ogni famiglia originaria del luogo fa parte del cosiddetto comune patriziale e ha la responsabilità della manutenzione di ogni bene ricadente all'interno dei confini del comune.